# Vincenzo Rugeri
Vincenzo Rugeri, anche noto come Ruger, Rugier, Rugieri, Ruggeri, Ruggieri, Ruggerius (Cremona, 30 settembre 1663 – 4 maggio 1719), è stato un liutaio italiano, fabbricante di strumenti a corda come violini, violoncelli e viole a Cremona, in Italia..
I suoi strumenti sono noti per l'abilità tecnica della fattura artigianale e la qualità del suono. Vincenzo proveniva da una illustre famiglia di liutai, il primo dei quali era suo padre, Francesco Rugeri. Nonostante la tradizione locale delle famiglie artigiane che lavorano insieme da generazioni, Vincenzo lasciò il negozio di famiglia e aprì un negozio di successo nel centro di Cremona. Vincenzo era il terzo figlio del liutaio Francesco Rugeri. L'opera di Vincenzo, come quella di Francesco, è influenzata dal modello Grand Pattern di Nicolò Amati, tuttavia l'opera di Vincenzo si distinse da quella di suo padre nell'utilizzo di un'inarcatura ridotta ispirata ad Antonio Stradivari. Un'analisi del corpo del suo lavoro rivela che la qualità degli strumenti di Vincenzo è notevole, forse anche più di quella di suo padre. Gli strumenti di Vincenzo, sebbene meno numerosi, sono valutati almeno uguali a quelli di suo padre. Un violino di Vincenzo Rugeri ha realizzato $502.320 il 3 ottobre 2011 alle aste di Brompton a Londra. Carlo Bergonzi è stato un illustre apprendista di Vincenzo Rugeri.

## Biografia

### Primi anni
Vincenzo Rugeri nacque appena fuori dai confini della città di Cremona, in Italia, nella Parrocchia di San Bernardo il 30 settembre 1663. All'età dell'apprendistato lavorava al fianco dei suoi due fratelli maggiori, Giovanni Battista Rugeri (2 luglio 1653 - 14 dicembre 1711) e Giacinto Rugeri (15 maggio 1661 - 2 giugno 1697) assistendo nella bottega del padre. Alcuni strumenti che si presume siano di Francesco Rugeri sono in realtà opera di Vincenzo. Tutti i fratelli erano abili artigiani, che assistevano abilmente in bottega, tuttavia fu solo Vincenzo che in seguito ottenne il successo individuale come liutaio e sviluppò ulteriormente lo stile Rugeri. Nel 1687 Francesco aveva acquistato terra e una casa più vicina alla città di Cremona nella Parrocchia di San Sebastiano accanto al bellissimo Convento di San Sigismondo. Probabilmente Vincenzo seguì la famiglia fino a San Sebastiano e vi abitò fino al 1689 quando si sposò. Anche se il fratello minore di Vincenzo, Carlo Rugeri (1666–1713) ereditò gli strumenti di Francesco relativi a "violini, chitarre, violoni e calascioni", sembra che Carlo non fosse coinvolto in modo molto importante nell'attività del negozio di violini della famiglia basato su strumenti estremamente rari che gli sono attribuiti.

### Carriera
Nel 1690 Vincenzo Rugeri si era sposato, aveva lasciato il negozio di famiglia e aveva aperto il suo negozio nella parte nord-ovest di Cremona. Rugeri prosperò come violinista indipendente a sé stante nonostante la concorrenza con le famiglie Stradivari e Guarneri. Le sue produzioni risalgono al 1680-1717 circa. Le sue opere confermate si basano sul modello Grand Pattern di Nicola Amati combinato con un'arcata inferiore più tonicamente avanzato. Il suo lavoro è caratterizzato da un elevato standard di concezione e lavorazione e il legno di acero che impiegava per il retro era spesso di buona crescita straniera. Rugeri usava una vernice trasparente che variava di colore dall'arancione al rosso, o marrone più tardi nella sua carriera. Questa ricetta della vernice sembra essere compatibile con alcuni degli strumenti tardivi di Antonio Stradivari e di quelli di Carlo Bergonzi. Il trattamento della scanalatura attorno ai bordi dei suoi strumenti mostra meno incavatura rispetto ad altri produttori del periodo. Alcuni strumenti di Rugeri includono "ali" originali di acero nella parte posteriore. Le sue fessure chiamate effe, mentre sono simili a quelle di Amati, hanno uno stelo verticale più stretto e una curva superiore verticale.
Uno sguardo al violino di Vincenzo, il "Baron Knoop", risalente al 1700 circa, mostra che Vincenzo basò questo strumento sul modello ''Grand Amati'' della scuola cremonese. Questo violino, come molti degli strumenti di Vincenzo, è realizzato in acero straniero, con una vernice trasparente marrone-arancio con caratteristiche arcate più piatte con bordi più pieni. I fori sonori che la famiglia Rugeri usava li distingue dagli altri fabbricanti cremonesi: erano spesso più austeri o più stretti e le curve erano più diritte degli Amati.
Verso gli ultimi anni del XVII secolo, la bottega di Rugeri prosperava finanziariamente, come dimostra il fatto che Vincenzo acquistava proprietà intorno alla sua bottega. Dopo aver esaminato il suo testamento del 1719, tuttavia, è evidente che subì un declino delle sue condizioni entro il 1719. La sua produzione sembra aver rallentato dopo il 1710 circa, probabilmente a causa della concorrenza della bottega di Stradivari. Rugeri ebbe due figli: Francesco (nato a Cremona il 15 luglio 1704) e Carlo Giuseppe che erano annoverati come liutai di mestiere, tuttavia non sono noti strumenti sopravvissuti di nessuno dei due. Gli strumenti che portano il nome di Vincenzo dopo la sua morte dal 1719 fino al 1740 circa sono probabilmente strumenti fabbricati o finiti dai suoi figli ma etichettati con il nome di Vincenzo.

### Insegnamento
Vincenzo Rugeri fu il primo insegnante di Carlo Bergonzi. In precedenza, Giuseppe Giovanni Battista Guarneri e Antonio Stradivari erano stati erroneamente ritenuti come i primi insegnanti di Bergonzi da W.E. Hill & Sons e dal Conte Ignazio Alessandro Cozio di Salabue. Carlo Bergonzi e la sua famiglia vivevano in prossimità del laboratorio di Vincenzo a Cremona, che per Carlo sarebbe stato il posto più ovvio per l'apprendistato verso il 1696, dati i collegamenti sociali e finanziari tra le due famiglie. La madre di Carlo Bergonzi era la madrina della figlia di Vincenzo, Teresa.
Quando si confronta il lavoro di Bergonzi con quello di Vincenzo Rugeri, la loro somiglianza nel lavoro è evidente nel trattamento del riccio, nell'uso del filetto di faggio, nella mancanza di perni di spessore posteriori e nella tecnica di congiungere le linee in blocchi angolari in un angolo anziché un quadrato. I primi lavori di Bergonzi come il violino "Thibaud" del 1715 e altri di questo primo periodo seguono contorni e proporzioni simili ai violini di Vincenzo Rugeri come ci si può aspettare, tuttavia i contorni degli strumenti successivi di Bergonzi divennero suoi.

### Etichette
Le etichette contenute negli strumenti realizzati dalla famiglia Rugeri includono le parole «detto il Per» che seguono il nome del produttore. Mentre il significato di «il Per» è sconosciuto e potrebbe indicare una forma di provincialismo, i documenti indicano che era un modo per distinguere la famiglia dalle altre famiglie Rugeri della regione.
Ad esempio, nella parrocchia di San Bernardo, alla quale apparteneva la famiglia Rugeri, erano elencate non meno di altre cinque famiglie di Rugeri, tra cui 2 dei fratelli di Francesco. Per limitare la confusione, il fratello di Francesco, Carlo Rugeri, aggiunse il soprannome "Per" al cognome della famiglia già nel 1660. I documenti di sepoltura della morte nel 1680 del padre di Francesco, il nonno di Vincenzo, usano anche il nome "Gio. Batta. Ruggeri detto il Per". Solo un anno dopo Giovanni Battista, uno dei fratelli di Vincenzo, fu testimone di un matrimonio. Sul certificato per il suo nome, il sacerdote scrisse solo Giovanni Battista Per. Questa firma indica che nel 1681 il soprannome di famiglia "Per" era addirittura più importante del cognome Rugeri. Come Francesco, anche Vincenzo includeva nelle sue etichette le parole "detto il Per".
Nello stesso periodo in cui la famiglia Rugeri produceva violini a Cremona, anche la famiglia Rogeri produceva strumenti a corda a Brescia. Queste due famiglie di liutai con una lettera di differenza nel loro cognome, che vivevano a meno di 40 miglia di distanza, dovevano distinguersi non solo per qualità e artigianalità, ma per riconoscimento del nome.

## La Scuola di Cremona
Cremona, Italia, è nota per la sua ricca storia nella progettazione e fabbricazione di strumenti a corda. In effetti, i più grandi liutai di tutti i tempi sono cremonesi. Le botteghe di violino di Cremona fanno risalire le loro origini all'inizio del XVI secolo. Con l'inizio dello sviluppo economico all'inizio del secolo, iniziarono anche gli sviluppi della produzione artistica e del commercio all'interno della città. È in questo periodo che i violinisti come Andrea Amati, Antonio Stradivari e Francesco Rugeri iniziarono le loro pratiche individuali. Il motivo principale per la produzione di strumenti a corda in quel periodo era quello di fornire intrattenimento di corte per i regnanti francesi.

## Strumenti di Rugeri
Si ritiene che esistano ancora 38 violini, 15 violoncelli e cinque o meno viole costruiti da Vincenzo Rugeri.
Per esempio:
- Il collezionista di violini David L. Fulton possiede una viola del 1697 di Vincenzo.[26]
- Un violino del 1697[27] e un violoncello del 1693[28][29] di Vincenzo sono nelle collezioni del Museo Chimei.
- Il Violino "Baron Knoop" di Vincenzo Rugeri 1700c: un tempo ritenuto dai Hills uno dei migliori violini esistenti di Francesco Rugeri, ora è noto che si tratta di un violino molto bello di Vincenzo.[30]
- Il violinista Stefan Jackiw si esibisce esclusivamente su un violino di Vincenzo del 1704.[31][32]
- Il violino "Le Brun" di Vincenzo, prodotto nel 1705,[33] era in precedenza di proprietà di Charles Lebrun e ancora prima apparteneva alla collezione della Royal Academy of Music.[34][35][36]
- Yoonshin Song, Primo violino della Detroit Symphony Orchestra, suona un violino del 1707 di Vincenzo Rugeri in prestito da uno sponsor.[37][38]
- Un violino di Vincenzo Rugeri fu perso quando la SS Flying Enterprise[39] affondò nel 1952.[40]